# Little Champ
Little Champ é uma telenovela filipina exibida em 2013 pela ABS-CBN. Foi protagonizada por JB Agustin, Sen. Lito Lapid e Jhong Hilario, e com atuação antagônica de Jake Roxas.

## Elenco
- JB Agustin - Carlos "Caloy" Caballero
- Sen. Lito Lapid[1][3] - Leon del Torro "Amang Leon"
- Jhong Hilario - Leon "Lucas Caballero" del Torro Jr.
- Precious Lara Quigaman - Helen Caballero
- Jake Roxas - Miguel Suarez
- Mickey Ferriols - Xiu Xiang
- Katya Santos - Maricel
- Paolo Serrano - Badong
- Coleen Garcia[1] - Alice
- Renz Fernandez[1] - Jason
- Sofia Millares - Lulubelle